# Isabel Peterhans
Pour les articles homonymes, voir Peterhans.
 (octobre 2018).
Si vous disposez d'ouvrages ou d'articles de référence ou si vous connaissez des sites web de qualité traitant du thème abordé ici, merci de compléter l'article en donnant les références utiles à sa vérifiabilité et en les liant à la section « Notes et références ».
Isabel Peterhans, née à Baden (Suisse) le 21 mai 1986, est une dessinatrice et graphiste suisse.

## Biographie
Isabel Peterhans a étudié l'illustration à la Haute école de Lucerne. Entre février et mai 2012, elle a publié sur son blog illustré Yallabyebye des anecdotes de son séjour à Jérusalem.
En 2010, son film d'animation Wesser (avec Naomi Bühlmann) a été projeté au Festival international de Bande Dessinée de Lausanne, BD-fil.
En 2014, elle a publié un ouvrage tiré de son projet de blog Yallabyebye chez Edition Moderne, c'est sa première publication. Peterhans fait des « portraits de personnes et de lieux avec une ligne naïve et des couleurs vives. Le résultat est un kaléïdosque de réalités » pour le Badische Zeitung. « Une visite à pied d'un autre genre », dit le 041 Kulturmagazin.

## Publications
- Yallabyebye. Bloggeschichten aus Jerusalem. Edition Moderne, Zürich, 2014,  (ISBN 978-3-03731-121-9).
- Yallabyebye, un séjour à Jérusalem, L'Agrume, Paris, 2015,  (ISBN 979-10-90743-35-9)

## Expositions et prix
- 2014 : Exposition au Comic festival Fumetto à Lucerne[3]